# Myxobolus aldrichetti
Myxobolus aldrichetti is een microscopische parasiet uit de familie Myxobolidae. Myxobolus aldrichetti werd in 1994 beschreven door Su & White. 